# Escala heptatônica
Uma escala heptatônica é qualquer escala ou modo configurando a sucessão de sete graus dentro de uma oitava. O exemplo mais conhecido é a escala diatônica, que contém, por exemplo, a escala maior e as escalas menores.

## Música global
Resultados da superposição de dois tetracordes gregos clássicos sobre uma oitava, os octoecos (em grego clássico: Ὀκτώηχος; romaniz.: Oktṓēchos – trad.: “oito sons”; em antigo eslavo eclesiástico:  Осмогла́сие, transl. Osmoglásie; em latim: octo toni; em armênio/arménio:  ութձայնի, transl. owt’jayni/ut῾jayni; em aramaico:  ܒܶܝܬ̥ ܓܰܙܳܐ‎, transl. Bayt Gazzā/Bēṯ Gazo; em georgiano:  ოქტოიხოსი, transl. ok'toikhosi) consistem em sistemas de modos utilizados para a composição de hinos e a recitação em diversas tradições de música cristã.
Na música árabe, o maqam pode se manifestar como uma escala heptatônica resultada da superposição de dois tetracordes. O mesmo pode ocorrer com o makam na música turca otomana.
Na música clássica hindustâni, as escalas heptatônicas são chamadas thaat (em sânscrito: ठाट; romaniz.: thāṭ), e são a principal classe de ragas.
Na música chinesa, alguns de seus modos são heptatônicos, apesar de uma maioria pentatônica. Na música japonesa, embora originalmente se tenham utilizado apenas escalas pentatônicas de origem chinesa, foi então elaborada nativamente uma forma própria de escala heptatônica (em japonês:  七声, transl. shichisei) pela adição de dois novos semitons.